# Liste der Lieder von Alligatoah
In der nachfolgenden Tabelle sind alle Lieder vom deutschen Rapper und Sänger Alligatoah gelistet.

## Lieder
| Titel                                                  | Jahr | Album                        | Dauer | Featurepart                |
| ------------------------------------------------------ | ---- | ---------------------------- | ----- | -------------------------- |
| ...tod (Outro)                                         | 2008 | In Gottes Namen              | 3:24  |                            |
| Aber Dick                                              | 2007 | Schlaftabletten, Rotwein II  | 3:43  |                            |
| Abgedreht (Outro)                                      | 2007 | Schlaftabletten, Rotwein II  | 0:31  |                            |
| Abgestochen                                            | 2011 | Schlaftabletten, Rotwein III | 3:40  |                            |
| Abgrund                                                | 2007 | Goldfieber EP                | 0:52  |                            |
| Alli-Alligatoah                                        | 2018 | Schlaftabletten, Rotwein V   | 3:55  |                            |
| Alligatoah (Lady Gaga Remix)                           | 2011 | Schlaftabletten, Rotwein IV  | 4:37  |                            |
| Am Apparat                                             | 2011 | Schlaftabletten, Rotwein IV  | 3:16  | Battleboi Basti            |
| Am Tag feat. Bushido                                   | 2006 | Schlaftabletten, Rotwein     | 1:54  |                            |
| Amnesie                                                | 2013 | Triebwerke                   | 4:02  |                            |
| Amnesie - Akustik                                      | 2013 |                              | 3:18  |                            |
| An meinem Fahrrad ist alles dran                       | 2018 | Fremde Zungen                | 2:57  |                            |
| Anders                                                 | 2006 | ATTNTAAT                     | 3:44  |                            |
| Archäologe                                             | 2013 | Überstunden                  | 1:42  |                            |
| Backpackstudentenrap                                   | 2011 | Schlaftabletten, Rotwein IV  | 3:26  |                            |
| Badewanne                                              | 2011 | Schlaftabletten, Rotwein III | 3:36  | Dima Richman               |
| Beinebrechen                                           | 2018 | Schlaftabletten, Rotwein V   | 4:04  | Felix Brummer              |
| Bild im Bild                                           | 2007 | Schlaftabletten, Rotwein II  | 4:36  | ParaDogg                   |
| Bis die Party brennt                                   | 2006 | Schlaftabletten, Rotwein     | 3:56  | Talent                     |
| Brian Song                                             | 2018 | Fremde Zungen                | 2:22  |                            |
| Chandelier                                             | 2018 | Fremde Zungen                | 3:21  |                            |
| Comeback des Jahres                                    | 2015 | Musik ist keine Lösung       | 3:12  |                            |
| Comeback des Jahres (Intro)                            | 2015 | Musik ist keine Lösung       | 1:09  |                            |
| Comiczeichner                                          | 2013 | Überstunden                  | 1:57  |                            |
| Counterstrikesong                                      | 2006 | ATTNTAAT                     | 3:49  |                            |
| Counterstrike Song - Akustik                           | 2013 |                              | 3:20  |                            |
| Dagegen                                                | 2008 | In Gottes Namen              | 4:03  |                            |
| Das bedeutet Krieg                                     | 2015 | Musik ist keine Lösung       | 4:03  | Morlockk Dilemma           |
| Das Duell                                              | 2007 | Goldfieber EP                | 1:31  |                            |
| Das Glas                                               | 2007 | Schlaftabletten, Rotwein II  | 3:16  | Tobi-Tait                  |
| Daylight                                               | 2024 | off                          | 3:26  |                            |
| Deeper Shit                                            | 2008 | Schlaftabletten, Rotwein IV  | 4:31  |                            |
| Denk an die Kinder                                     | 2015 | Musik ist keine Lösung       | 3:51  |                            |
| Der Anschlag                                           | 2006 | Schlaftabletten, Rotwein     | 3:49  | G-o' Style                 |
| Der Barmherzigste                                      | 2009 | Schlaftabletten, Rotwein IV  | 3:20  |                            |
| Der Barmherzigste - Akustik                            | 2013 |                              | 3:00  |                            |
| Der Deal                                               | 2006 | ATTNTAAT                     | 3:27  | MC Alfredo                 |
| Der einzig(st)e Terrorist im Dorf                      | 2008 | In Gottes Namen              | 4:16  | Mighty Morris              |
| Der Hugenottenfriedhof                                 | 2024 |                              | 5:40  | Wolf Biermann              |
| Der Zensor                                             | 2007 | Schlaftabletten, Rotwein II  | 2:06  |                            |
| Der Zensor II                                          | 2007 | Schlaftabletten, Rotwein II  | 4:19  |                            |
| Der Zensor ist tot                                     | 2007 | Schlaftabletten, Rotwein II  | 3:04  |                            |
| Die Gangster und der Terrorist                         | 2006 | Schlaftabletten, Rotwein     | 3:23  | Hassler Scrub, King Malice |
| Die grüne Regenrinne I                                 | 2018 | Schlaftabletten, Rotwein V   | 2:46  |                            |
| Die grüne Regenrinne II                                | 2018 | Schlaftabletten, Rotwein V   | 2:21  |                            |
| Die grüne Regenrinne III                               | 2018 | Schlaftabletten, Rotwein V   | 3:06  |                            |
| Die Kunst des Bitens                                   | 2007 | Schlaftabletten, Rotwein II  | 2:51  |                            |
| Die Kunst des Bitens Reloaded                          | 2011 | Schlaftabletten, Rotwein III | 3:37  |                            |
| Doktor spielen                                         | 2015 | Musik ist keine Lösung       | 3:52  |                            |
| Drei Schwänze                                          | 2006 | Schlaftabletten, Rotwein     | 3:51  |                            |
| Du bist schön                                          | 2015 | Musik ist keine Lösung       | 3:48  |                            |
| Du hast recht                                          | 2006 | ATTNTAAT                     | 3:03  |                            |
| Du SchmuTzz                                            | 2006 | Schlaftabletten, Rotwein     | 5:20  |                            |
| Duality                                                | 2018 | Fremde Zungen                | 3:35  |                            |
| Dunkel war’s                                           | 2006 | Schlaftabletten, Rotwein     | 3:43  |                            |
| Dunstkreis                                             | 2022 | Rotz und Wasser              | 3:11  |                            |
| Ein Problem mit Alkohol                                | 2018 | Schlaftabletten, Rotwein V   | 3:59  |                            |
| Eine Welt                                              | 2008 | In Gottes Namen              | 3:24  | Philliz                    |
| Einen drauf                                            | 2006 | Schlaftabletten, Rotwein     | 2:37  |                            |
| Erntedank                                              | 2013 | Triebwerke                   | 3:51  | Prinz Pi                   |
| Es gibt einen Ort                                      | 2008 | In Gottes Namen              | 3:50  |                            |
| Es ist an der Zeit                                     | 2018 | Fremde Zungen                | 6:26  |                            |
| Es ist noch Suppe da                                   | 2011 | Schlaftabletten, Rotwein IV  | 3:46  |                            |
| Es ist noch Suppe da - Akustik                         | 2013 |                              | 3:45  |                            |
| Es kratzt                                              | 2024 | off                          | 4:05  |                            |
| Es regnet kaum                                         | 2011 | Schlaftabletten, Rotwein III | 3:42  |                            |
| Fantasie                                               | 2007 | Schlaftabletten, Rotwein II  | 3:40  |                            |
| Faszination Bier                                       | 2011 | Schlaftabletten, Rotwein III | 4:01  |                            |
| Feinstaub                                              | 2022 | Rotz und Wasser              | 3:39  |                            |
| Fernsehkoch                                            | 2013 | Überstunden                  | 1:53  |                            |
| Feuerwehrmann                                          | 2013 | Überstunden                  | 1:29  |                            |
| Fick Ihn Doch                                          | 2013 | Triebwerke                   | 3:52  |                            |
| Fick Ihn Doch - Akustik                                | 2013 |                              | 4:04  |                            |
| Figg dejn Fata Hymne                                   | 2006 | ATTNTAAT                     | 4:23  | Selbstjustizz              |
| Film ab                                                | 2007 | Schlaftabletten, Rotwein II  | 3:49  |                            |
| Flugbegleiter                                          | 2013 | Überstunden                  | 2:02  |                            |
| Freie Liebe                                            | 2018 | Schlaftabletten, Rotwein V   | 4:10  |                            |
| Freistil I                                             | 2007 | Schlaftabletten, Rotwein II  | 1:15  |                            |
| Freistil II                                            | 2007 | Schlaftabletten, Rotwein II  | 1:16  |                            |
| Freistil III                                           | 2007 | Schlaftabletten, Rotwein II  | 1:15  |                            |
| From Russia with Love                                  | 2018 | Fremde Zungen                | 2:19  |                            |
| Fuck Rock'n'Roll                                       | 2022 | Rotz und Wasser              | 3:39  |                            |
| Füttern verboten                                       | 2018 | Schlaftabletten, Rotwein V   | 4:23  |                            |
| Ganz großes Kino                                       | 2007 | Schlaftabletten, Rotwein II  | 3:57  |                            |
| Gefallen                                               | 2011 | Schlaftabletten, Rotwein IV  | 3:32  | ParaDogg                   |
| Geiselnehmah                                           | 2006 | ATTNTAAT                     | 4:04  | Hakeem Ture                |
| Geschäftsmann                                          | 2011 | Schlaftabletten, Rotwein III | 3:52  | Jamal                      |
| Ghostwriter                                            | 2013 | Überstunden                  | 1:46  |                            |
| Gigolo                                                 | 2013 | Überstunden                  | 1:42  |                            |
| Glücklich                                              | 2006 | ATTNTAAT                     | 3:22  |                            |
| Gute Bekannte                                          | 2015 | Musik ist keine Lösung       | 3:39  |                            |
| Hab ich recht                                          | 2015 | Musik ist keine Lösung       | 4:06  |                            |
| Halloween Fick                                         | 2006 | Schlaftabletten, Rotwein     | 4:28  | Hassler Scrub, King Malice |
| Happy Slapping                                         | 2006 | Schlaftabletten, Rotwein     | 3:52  |                            |
| Hart vermissen                                         | 2022 | Rotz und Wasser              | 3:33  |                            |
| Hass                                                   | 2018 | Schlaftabletten, Rotwein V   | 3:24  |                            |
| Helden...(Intro)                                       | 2008 | In Gottes Namen              | 1:16  |                            |
| Hochzeitspfarrer                                       | 2013 | Überstunden                  | 1:40  |                            |
| Hört, Hört (Intro)                                     | 2013 | Triebwerke                   | 2:39  |                            |
| Ich ich ich                                            | 2024 | off                          | 2:56  |                            |
| I Need a Face                                          | 2018 | Schlaftabletten, Rotwein V   | 4:00  |                            |
| I-N-T-R-O                                              | 2006 | Schlaftabletten, Rotwein     | 2:50  |                            |
| Ich hänge                                              | 2022 | Rotz und Wasser              | 3:16  |                            |
| Ich hasse                                              | 2006 | ATTNTAAT                     | 3:42  |                            |
| Ich kann am besten I                                   | 2008 | In Gottes Namen              | 1:39  |                            |
| Ich kann am besten II                                  | 2008 | In Gottes Namen              | 1:43  |                            |
| Ich kann am besten III                                 | 2008 | In Gottes Namen              | 1:40  |                            |
| Ich fühle dich                                         | 2024 | off                          | 3:32  |                            |
| im Namen des Gesetzes                                  | 2008 | In Gottes Namen              | 4:42  | Selbstjustizz, Tobi-Tait   |
| Imposand                                               | 2007 | Schlaftabletten, Rotwein II  | 3:51  | Tobi-Tait                  |
| In Gottes Namen                                        | 2008 | In Gottes Namen              | 3:36  |                            |
| Immer wenn ich traurig bin                             | 2018 | Fremde Zungen                | 2:16  |                            |
| Intelekduell                                           | 2006 | ATTNTAAT                     | 2:54  |                            |
| Irgendwas mit Schmetterling                            | 2011 | Schlaftabletten, Rotwein IV  | 3:02  |                            |
| Keine Chance                                           | 2006 | Schlaftabletten, Rotwein     | 3:55  | Hassler Scrub, King Malice |
| Klüger                                                 | 2011 | Schlaftabletten, Rotwein IV  | 3:35  |                            |
| Kommissar Reloaded                                     | 2011 | Schlaftabletten, Rotwein IV  | 2:41  |                            |
| Komm hau ab (Intro)                                    | 2011 | Schlaftabletten, Rotwein III | 2:36  |                            |
| Komm mit uns                                           | 2007 | Schlaftabletten, Rotwein II  | 3:42  | Spittfaia                  |
| Kult (Outro)                                           | 2006 | Schlaftabletten, Rotwein     | 2:56  |                            |
| Küssen                                                 | 2024 | off                          | 4:13  |                            |
| Lass Liegen                                            | 2015 | Musik ist keine Lösung       | 3:52  |                            |
| Leb!                                                   | 2018 | Fremde Zungen                | 3:04  |                            |
| Lungenflügel                                           | 2019 | Schlaftabletten, Rotwein V   | 3:53  |                            |
| Ma ham’s                                               | 2006 | Schlaftabletten, Rotwein     | 3:17  |                            |
| Making Of (Bonus)                                      | 2007 | Schlaftabletten, Rotwein II  | 3:13  |                            |
| Mama kannst du mich abholen I                          | 2015 | Musik ist keine Lösung       | 1:35  |                            |
| Mama kannst du mich abholen II                         | 2015 | Musik ist keine Lösung       | 1:28  |                            |
| Mama kannst du mich abholen III                        | 2015 | Musik ist keine Lösung       | 1:25  |                            |
| Märchenschlampen                                       | 2010 | Schlaftabletten, Rotwein IV  | 3:21  | Yilmaz                     |
| Mein Gott hat den Längsten                             | 2008 | In Gottes Namen              | 3:54  |                            |
| Meine Band                                             | 2011 | Schlaftabletten, Rotwein III | 4:09  |                            |
| Meine Band - Akustik                                   | 2014 |                              | 4:17  |                            |
| Meine Freunde von der Insel                            | 2010 | Schlaftabletten, Rotwein IV  | 2:55  |                            |
| Meine Hoe                                              | 2018 | Schlaftabletten, Rotwein V   | 2:40  |                            |
| Meinungsfrei                                           | 2018 | Schlaftabletten, Rotwein V   | 3:34  |                            |
| Merch                                                  | 2020 |                              | 3:18  |                            |
| Menschliches Versagen                                  | 2024 | off                          | 3:03  | Guano Apes                 |
| Mit dir schlafen                                       | 2022 | Rotz und Wasser              | 3:19  | Esther Graf                |
| Monet                                                  | 2020 |                              | 3:06  | Sido                       |
| Monster im Schrankspiegel                              | 2019 | Schlaftabletten, Rotwein V   | 3:28  |                            |
| Münchhausen I                                          | 2013 | Triebwerke                   | 2:04  | Lisa Toh                   |
| Münchhausen II                                         | 2013 | Triebwerke                   | 2:04  | Lisa Toh                   |
| Münchhausen III                                        | 2013 | Triebwerke                   | 2:35  | Lisa Toh                   |
| Musik                                                  | 2024 |                              | 3:30  | Alexander Marcus           |
| Musik ist keine Lösung                                 | 2015 | Musik ist keine Lösung       | 4:11  |                            |
| Musik Mit Ausdrücken                                   | 2006 | Schlaftabletten, Rotwein     | 2:24  |                            |
| Musik und so                                           | 2007 | Schlaftabletten, Rotwein II  | 4:48  |                            |
| Mutterficksong                                         | 2006 | Schlaftabletten, Rotwein     | 3:55  | Selbstjustizz              |
| Nachbeben                                              | 2022 | Rotz und Wasser              | 4:15  |                            |
| Nachtwächter                                           | 2013 | Überstunden                  | 1:51  |                            |
| Namen machen                                           | 2011 | Schlaftabletten, Rotwein III | 3:44  |                            |
| Narben                                                 | 2013 | Triebwerke                   | 3:19  |                            |
| Narben - Radio-Version                                 | 2013 |                              | 3:09  |                            |
| Nebenjob                                               | 2022 | Rotz und Wasser              | 2:54  |                            |
| Nerv nicht                                             | 2007 |                              | 3:46  |                            |
| Nerv nicht - Moretime Remix                            | 2011 | Schlaftabletten, Rotwein IV  | 3:51  |                            |
| Nicht adoptiert                                        | 2022 | Rotz und Wasser              | 4:30  |                            |
| Nicht wecken (gestern)                                 | 2019 |                              | 3:16  |                            |
| Nicht wecken (heute)                                   | 2019 |                              | 3:25  |                            |
| Nicht wecken (vorgestern)                              | 2019 |                              | 3:30  |                            |
| Niemand                                                | 2024 | off                          | 3:11  |                            |
| Numb                                                   | 2006 | ATTNTAAT                     | 2:03  |                            |
| Partner in Crime                                       | 2024 | off                          | 3:30  | Tarek K.I.Z                |
| Petra und der Terrorist                                | 2019 | Schlaftabletten, Rotwein V   | 6:58  |                            |
| Pfeffernase 06                                         | 2007 | Schlaftabletten, Rotwein II  | 3:14  |                            |
| Postmodern                                             | 2011 | Schlaftabletten, Rotwein III | 3:48  |                            |
| Prostitution                                           | 2013 | Triebwerke                   | 3:28  |                            |
| Rabenväter                                             | 2013 | Triebwerke                   | 4:16  | BattleBoi Basti            |
| Raubkopierah                                           | 2008 | In Gottes Namen              | 3:34  |                            |
| Raubkopierah - Akustik                                 | 2014 |                              | 3:35  |                            |
| Reallife 1.6                                           | 2008 | In Gottes Namen              | 3:16  | Prayamond                  |
| Reiten                                                 | 2011 | Schlaftabletten, Rotwein IV  | 3:27  |                            |
| Rosenrot                                               | 2018 | Fremde Zungen                | 3:42  |                            |
| Scheißdreck                                            | 2024 | off                          | 3:06  |                            |
| Schlaftabletten, Rotwein                               | 2006 | Schlaftabletten, Rotwein     | 4:02  |                            |
| Schmeckt das?                                          | 2007 | Schlaftabletten, Rotwein II  | 3:41  |                            |
| Schulbusfahrer                                         | 2013 | Überstunden                  | 1:50  |                            |
| Schwamm Drüber                                         | 2011 | Schlaftabletten, Rotwein III | 3:28  |                            |
| Schwule Crews I                                        | 2006 | Schlaftabletten, Rotwein     | 1:20  |                            |
| Schwule Crews II                                       | 2006 | Schlaftabletten, Rotwein     | 1:21  |                            |
| Schwule Crews III                                      | 2006 | Schlaftabletten, Rotwein     | 1:01  |                            |
| Silver Medal - Akustik                                 | 2014 |                              | 3:39  | Timi Hendrix               |
| Singing in the Rain (Intro)                            | 2006 | ATTNTAAT                     | 1:38  |                            |
| So gut wie neu                                         | 2018 | Schlaftabletten, Rotwein V   | 4:06  |                            |
| Solang die Sonne scheint                               | 2007 | Goldfieber EP                | 1:32  |                            |
| So raus                                                | 2023 | off                          | 3:16  | Fred Durst                 |
| Spass                                                  | 2011 | Schlaftabletten, Rotwein III | 3:58  |                            |
| Sprenggürtel                                           | 2008 | In Gottes Namen              | 3:49  |                            |
| Stay in Touch                                          | 2022 | Rotz und Wasser              | 3:39  |                            |
| Stromausfall - Akustik                                 | 2014 |                              | 1:01  |                            |
| Sucherkingz                                            | 2007 | Goldfieber EP                | 1:48  |                            |
| Teamgeist                                              | 2015 | Musik ist keine Lösung       | 3:58  |                            |
| Terrorangst                                            | 2018 | Schlaftabletten, Rotwein V   | 3:45  |                            |
| Terrorist 06                                           | 2006 | ATTNTAAT                     | 4:14  |                            |
| Terrorist 07                                           | 2007 | Schlaftabletten, Rotwein II  | 2:35  |                            |
| Terrorist 08                                           | 2008 | Schlaftabletten, Rotwein IV  | 3:47  |                            |
| Terrorist 09                                           | 2009 | Schlaftabletten, Rotwein IV  | 4:12  |                            |
| Terrorist im Fernsehen                                 | 2011 | Schlaftabletten, Rotwein III | 1:01  | Amisha                     |
| Terrorist im Flugzeug                                  | 2011 | Schlaftabletten, Rotwein III | 0:57  | Amisha                     |
| Terrorist im Theater                                   | 2011 | Schlaftabletten, Rotwein III | 0:58  | Amisha                     |
| Terroristen gewinnen                                   | 2006 | ATTNTAAT                     | 3:13  |                            |
| Teufelskreis                                           | 2008 | In Gottes Namen              | 4:36  |                            |
| That Lucky Old Sun                                     | 2018 | Fremde Zungen                | 2:17  |                            |
| The Village                                            | 2007 | Schlaftabletten, Rotwein II  | 3:35  | The Dude, HD               |
| Totgeschwiegen                                         | 2008 | In Gottes Namen              | 1:13  |                            |
| Trauerfeier Lied                                       | 2013 | Triebwerke                   | 4:14  |                            |
| Trauerfeier Lied - Flitzpiepen Remix                   | 2013 |                              | 3:40  |                            |
| Trauerfeier Lied - GEE Futuristic & Leon Tiepold Remix | 2013 |                              | 4:13  |                            |
| Trauerfeier Lied - Radio Edit                          | 2013 |                              | 3:21  |                            |
| Trauerfeier Lied - Raf Camora Totensong Remix          | 2013 |                              | 4:18  |                            |
| Trauerfeier Lied - Moretime Remix                      | 2013 |                              | 4:09  |                            |
| Trauerfeier Lied (Orchester)                           | 2023 |                              | 4:17  |                            |
| Triple Penis I                                         | 2006 | ATTNTAAT                     | 0:53  |                            |
| Triple Penis II                                        | 2006 | ATTNTAAT                     | 1:01  |                            |
| Triple Penis III                                       | 2006 | ATTNTAAT                     | 1:17  |                            |
| Trippersong                                            | 2011 | Schlaftabletten, Rotwein III | 3:34  | Paff Meisi                 |
| Trostpreis                                             | 2011 | Schlaftabletten, Rotwein III | 3:46  | Timi Hendrix               |
| Türsteher                                              | 2013 | Überstunden                  | 1:49  |                            |
| Überall Stimmen                                        | 2007 | Goldfieber EP                | 2:11  | Selbstjustizz, Tobi-Tait   |
| Unten ohne                                             | 2011 | Schlaftabletten, Rotwein III | 3:32  | Shneezin 257               |
| Unter Freunden                                         | 2022 | Rotz und Wasser              | 3:21  |                            |
| Unvergleichlich                                        | 2011 | Schlaftabletten, Rotwein III | 3:07  |                            |
| Verloren                                               | 2022 | Rotz und Wasser              | 3:49  |                            |
| Viele bunte Farben                                     | 2007 | Schlaftabletten, Rotwein II  | 3:53  |                            |
| Vor Gericht                                            | 2015 | Musik ist keine Lösung       | 3:35  |                            |
| Vorn an der Ecke                                       | 2010 | Schlaftabletten, Rotwein IV  | 3:20  |                            |
| Was der Bauer nicht kennt                              | 2011 | Schlaftabletten, Rotwein IV  | 3:35  | DNP, Timi Hendrix          |
| Weib                                                   | 2006 | ATTNTAAT                     | 4:06  |                            |
| Weihnachtsmann                                         | 2006 | ATTNTAAT                     | 3:32  |                            |
| Weiße Zähne                                            | 2024 | off                          | 3:18  | Bausa                      |
| Wer Weiß                                               | 2013 | Triebwerke                   | 3:23  |                            |
| Wer lacht jetzt                                        | 2024 | off                          | 3:36  |                            |
| Wie Zuhause                                            | 2018 | Schlaftabletten, Rotwein V   | 6:03  |                            |
| Wieso fickst du mit ihm?                               | 2006 | Schlaftabletten, Rotwein     | 3:21  | Hakeem Ture                |
| Willst Du                                              | 2013 | Triebwerke                   | 3:38  |                            |
| Willst Du - Akustik                                    | 2013 |                              | 4:03  |                            |
| Willst Du - Stereoids Remix                            | 2013 |                              | 6:40  | Stereoids                  |
| Wir geben nicht auf                                    | 2006 | Schlaftabletten, Rotwein     | 2:53  | King Malice                |
| Wir ham Gold                                           | 2007 | Goldfieber EP                | 1:36  |                            |
| Wir sind Bäcker (Intro)                                | 2007 | Schlaftabletten, Rotwein II  | 3:16  |                            |
| Wissen schützt vor Dummheit nicht                      | 2019 | Schlaftabletten, Rotwein V   | 3:48  |                            |
| Wo kann man das kaufen                                 | 2018 | Schlaftabletten, Rotwein V   | 3:42  |                            |
| Wunderschöne Frau                                      | 2013 | Triebwerke                   | 3:43  | Shneezin 257, Timi Hendrix |
| Zahnarzt                                               | 2013 | Überstunden                  | 1:52  |                            |
| Zwei Missionare                                        | 2008 | In Gottes Namen              | 3:33  | Snew                       |
| Zwiespalt                                              | 2007 | Goldfieber EP                | 1:35  |                            |

## Featurebeiträge
| Titel                                          | Jahr | Dauer | Hauptinterpret                 |
| ---------------------------------------------- | ---- | ----- | ------------------------------ |
| Beten & Beißen                                 | 2020 | 3:27  | Dazzle                         |
| Die Unendlichste Geschichte - Kapitel 3        | 2019 | 5:46  | SDP feat. Timi Hendrix         |
| Du bist schön (Remix)                          | 2024 | 2:34  | Noisetime feat. Nikster        |
| Flugblätter                                    | 2020 | 3:27  | Lazy Lizzard Gang              |
| Freitag                                        | 2024 | 3:13  | The Butcher Sisters            |
| Hitler töten                                   | 2015 | 3:39  | Sudden                         |
| Internet                                       | 2022 | 3:42  | KLAN                           |
| Irgendwo in Vegas                              | 2014 | 3:44  | 257ers                         |
| Keine bösen Wörter                             | 2021 | 3:23  | FiNCH                          |
| Mars macht mobil                               | 2015 | 4:13  | Battleboi Basti                |
| Sag nichts Falsches                            | 2016 | 3:02  | BRKN                           |
| Salzwasser                                     | 2023 | 3:26  | Bosse                          |
| Schlaflos in Guantanamo                        | 2015 | 4:03  | Timi Hendrix                   |
| Über alle Berge                                | 2012 | 3:51  | 257ers                         |
| Warteschleife                                  | 2020 | 3:17  | 257ers                         |
| Wie Zuhause - MTV Unplugged / Live Single Edit | 2019 | 3:20  | Santiano                       |
| Wie Zuhause - MTV Unplugged / Single Edit      | 2019 | 3:31  | Santiano                       |
| Willst du - Achtabahn Remix                    | 2024 | 1:48  | Achtabahn                      |
| Willst du - Original Mix                       | 2013 | 6:26  | Robin Schulz                   |
| Willst du - Radio Mix                          | 2013 | 3:10  | Robin Schulz                   |
| Wo bist Du?                                    | 2022 | 3:44  | Swiss feat. Swiss & Die Andern |
| WZF?! (2.4 Update)                             | 2024 | 3:45  | Das Lumpenpack                 |

## Lieder mit Trailerpark
Alligatoah war zwischen 2011 und 2019, zusammen mit Basti, Sudden und Timi Hendrix Teil der Rapgruppe Trailerpark. Er ist in 35 von insgesamt 50 Trailerpark-Liedern zu hören. Diese sind die folgenden:
| Titel                                    | Jahr | Album              |
| ---------------------------------------- | ---- | ------------------ |
| Alles für ein Shirt                      | 2012 | Crackstreet Boys 2 |
| Als gelesen markiert                     | 2017 | TP4L               |
| Arbeitskollegen                          | 2017 | TP4L               |
| Armut treibt Jugendliche in die Popmusik | 2017 | TP4L               |
| Bleib in der Schule                      | 2014 | Crackstreet Boys 3 |
| Damals in der Schule                     | 2014 | Crackstreet Boys 3 |
| Dicks sucken                             | 2014 | Crackstreet Boys 3 |
| Die Traubenstampferin                    | 2014 | Crackstreet Boys 3 |
| Endlich normale Leute                    | 2017 | TP4L               |
| Fahrerflucht                             | 2012 | Crackstreet Boys 2 |
| Falsche Band                             | 2014 | Crackstreet Boys 3 |
| Fledermausland                           | 2012 | Crackstreet Boys 2 |
| Forgot about Thai                        | 2014 | Crackstreet Boys 3 |
| Hab dich mal nicht so                    | 2017 | TP4L               |
| Koks auf Hawaii                          | 2014 | Crackstreet Boys 3 |
| Nach allen Regeln der Kunst              | 2017 | TP4L               |
| Neongrüner Auswurf                       | 2014 | Crackstreet Boys 3 |
| New Kids on the Blech                    | 2012 | Crackstreet Boys 2 |
| Oer-Erkenschwick                         | 2012 | Crackstreet Boys 2 |
| Poo Fighters                             | 2017 | TP4L               |
| Poo-Tang Clan                            | 2014 | Crackstreet Boys 3 |
| Rapetrain                                | 2017 | TP4L               |
| Raus aus meiner Kneipe                   | 2014 | Crackstreet Boys 3 |
| Russisch Tourette                        | 2014 | Crackstreet Boys 3 |
| Schlechte Angewohnheit                   | 2017 | TP4L               |
| Schlechter Tag                           | 2012 | Crackstreet Boys 2 |
| Selbstbefriedigung                       | 2012 | Crackstreet Boys 2 |
| Sexualethisch desorientiert              | 2014 | Crackstreet Boys 3 |
| Sterben kannst du überall                | 2017 | TP4L               |
| Superstars                               | 2012 | Crackstreet Boys 2 |
| TP4L                                     | 2017 | TP4L               |
| U-Bahn-Schläger                          | 2012 | Crackstreet Boys 2 |
| Wall of Meth                             | 2012 | Crackstreet Boys 2 |
| Weg von hier                             | 2017 | TP4L               |